# Вацлав II
Вацлав II або Венцесла́в II (лат. Wenceslaus II; 27 вересня 1271 — 21 червня 1305) — король Богемії (1283—1305) і Польщі (1300—1305). Князь краківський (1290—1305). Представник чеської династії Пржемисловичів. Син богемського короля Оттокара ІІ і галицької князівни Кунегунди, доньки галицького князя Ростислава Михайловича. Першим запровадив збірку законів, що стосувалися гірничої справи. Здійснив грошову реформу, розпочавши бити знаменитий празький гріш. Намагався заснувати у Празі університет. У правління Вацлава II Богемія була однією з найбільших та наймогутніших європейських держав.

## Імена
- Венцеслав  (лат. Wenczeslaus, Venceslaus, нім. Wentzlaw, Wenczlaw, Wentzslau) — офіційно у тогочасних документах.
- Вацлав (чеськ. Václav, ст.-чес. Waczlaw; пол. Wacław) — у чеській історіографії та чеських тогочасних документах.
- Венцель (нім. Wenzel, угор. Vencel) — у німецькій історіографії[1][2].
- В'ячеслав — український варіант імені.
- Венцеслав ІІ Богемський (лат. Venceslaus de Bohemia), Вацлав ІІ Чеський (чеськ. Václav II Czeski, пол. Wacław II Czeski ), Венцель ІІ Богемський (нім. Wenzel von Böhmen) — за номером правління, а також країною походження і правління.

## Біографія
Став королем в семирічному віці після смерті батька Пржемисла Отакара II. Між родичами виникла суперечка, хто буде виховувати королевича. Переміг маркграф Брандербургу Оттон Довгий. Опікун скористався зі свого положення, і країну 5 років займали бранденбурзькі війська. Через неприйняття засилля іноземців місцева знать згуртувалася та викупила Вацлава з фактичного полону. Один з достойників Завіша фон Фанкельштейн одружився з Кунегундою, вдовою Пржемисла Отакара ІІ. Він зайняв пост регента і фактично правив державою. Пізніше його супротивники, в тому числі й зять Вацлава, король Німеччини Рудольф I Габсбург добилися арешту Завіші, якому пізніше стяли голову під замком Глубока-на-Влтаві.
Першою дружиною Вацлава ІІ була Юдита Габсбург — донька короля Німеччини Рудольфа І Габсбурга і Гертруди фон Гогенберг. Заручення відбулось 1279 року, а шлюб 1285-го, після чого Рудольф І забрав її з собою через зв'язок королеви-вдови Кунегунди з Завішою фон Фалькенштайном. Протягом 10 років Ґута народила 10 дітей, зокрема близнят. Запланована на 1287 рік коронація подружжя у Празі відбулась 1287 року, після чого королева Юдита померла через два тижні.
У 1291-1292 Вацлав ІІ захопив Малопольщу. Пізніше група великопольських сановників запросила його на престол. Після одруження з дочкою Пшемислава II, Вацлав зміцнив своє становище й у Великій Польщі. У 1300 році його коронували як польського короля у Гнезно. Здобувши дві головні провінції держави П'ястів, Вацлав II розпочав змагання за посилення свого впливу на інші польські терени.
1301 року Вацлав ІІ добився для свого сина корони святого Стефана і зробив його королем Угорщини.
Другою дружиною стала Рикса, донька великопольського князя Пшемисла ІІ і Рикси Шведської. Шлюб і заразом коронація відбувся у травні 1303 року в Празі, де вона взяла ім'я Єлизавета. У нетривалому шлюбі народилась донька Агнеса.
Під час виборів імператора Священної Римської імперії старався отримати якомога більше вигод зі свого виборчого права (король Чехії був одним з курфюрстів імперії). Виторгував собі Егером та деякі землі в Майсені. Альбрехт І після свого обрання був невдоволений зростанням могутності чеського короля і врешті оголосив йому війну, однак програв битву при Куттенберзі в 1304 році. Наступного року війна продовжилася. Однак у тому ж 1305 року, Вацлав раптово і передчасно помер від сухот у віці неповних 34 років.

### Гірниче право
Наприкінці XIII століття поруч з містом Кутна Гора були знайдені багатющі родовища срібла. Населення міста, що займалося його видобутком, різко зросло. Для організації, підтримки та розвитку гірничої справи Вацлав ІІ в 1300 році видав перший у Європі збірник гірничого права — «Гірничий кодекс» (лат. Ius regale montanorum). Цей прогресивний як на ті часи документ закладав основи усієї гірничої справи. Згідно з ним король мав право на мінеральну сировину на будь-якій ділянці і, відповідно, міг давати дозволи на відкриття копалень. Завдяки чиновникам король наглядав за видобутком і збирав свою частку, що називали урбурою.

### Празький грош

Празький грош

Парвус або ж празький денарій 1/12 гроша

В 1300 році король чеський та польський Вацлав II розпочав карбувати нову монету типу грош та заборонив вільний обіг срібла. Нова монета згодом отримала назву празький грош. Монетний двір розташовувався в Кутній Горі, де гроші штампували до 1547 року. Вага монети була близько 3,78 грамів майже чистого срібла 933 проби. Окрім Чехії та Польщі, празький грош ходив в Німеччині, Австрії, Литві та Русі.
На аверсі гроша була корона в подвійній круговій легенді WENCEZLAVS SECVNDVS та DEI GRATIA REX BOEMIE. На реверсі — чеський лев та легенда GROSSI PRAGENSES. Назва походить не від місця виготовлення, Кутної Гори, а від празької гривні, яку брали за основу для реформи Вацлава II.
Хоч поширена думка про те, що празький грош наслідує французький турський грош, але їх подібність скоріш історична, аніж є результатом зумисного копіювання.

## Родина
1 Дружина — Юдита Габсбург (1271—1297), донька короля Німеччини Рудольфа І Габсбурга.
Діти:
- Оттокар (травень 1288—листопад 1288)
- Вацлав III (1289—1306) — король угорський в 1301–1305 роках (під іменем Ласло V), король чеський у 1305–1306 роках, король польський (некоронований) у 1305—1306 роках.
- Агнеса (1289—1296) — видана за Рупрехта з Нассау
- Ганна (1290—1313) — видана за Генриха VI графа Тиролю, герцога Каринтії і Крайни, короля Чехії, титулярного короля Польщі.
- Єлизавета (1292—1330) — видана за Яна I Сліпого, короля Богемії, титулярного короля Польщі
- Юдита I (1293—1294)
- Іван I (лютий 1294 — березень 1294)
- Іван II (березень 1295 — грудень1296)
- Маргарита (1296—1322) — видана за Сілезького князя Болеслава ІІІ
- Юдита II (травень 1297)

2 Дружина — Рикса (1288—1335), донька великопольського князя Пшемисла ІІ і Рикси Шведської.
Діти:
- Агнеса (1305–1336) — видана 1316 року за князя Генріха І Яворського.